# The Bargain (1914)
The Bargain is een Amerikaanse Western uit 1914. De film was het filmdebuut van acteur William S. Hart die later een van de grootste stomme westernsterren zou worden. De film werd in 2010 opgenomen in het National Film Registry.

## Rolverdeling
| Acteur            | Personage          |
| ----------------- | ------------------ |
| William S. Hart   | Jim Stokes         |
| J. Frank Burke    | Sheriff Bud Walsh  |
| Clara Williams    | Nell Brent         |
| J. Barney Sherry  | Phil Brent         |
| Joseph J. Dowling | Rev. Joshua Wilkes |
| Lewis Stone       |                    |